# Hôpital de Verdun
L'Hôpital de Verdun (anciennement: Hôpital général du Christ-Roi-de-Verdun) est un hôpital public situé dans l'arrondissement de Verdun à Montréal, au Québec. Il fait partie du CIUSSS du Centre-Sud-de-l’Île-de-Montréal.

## Historique

### Construction

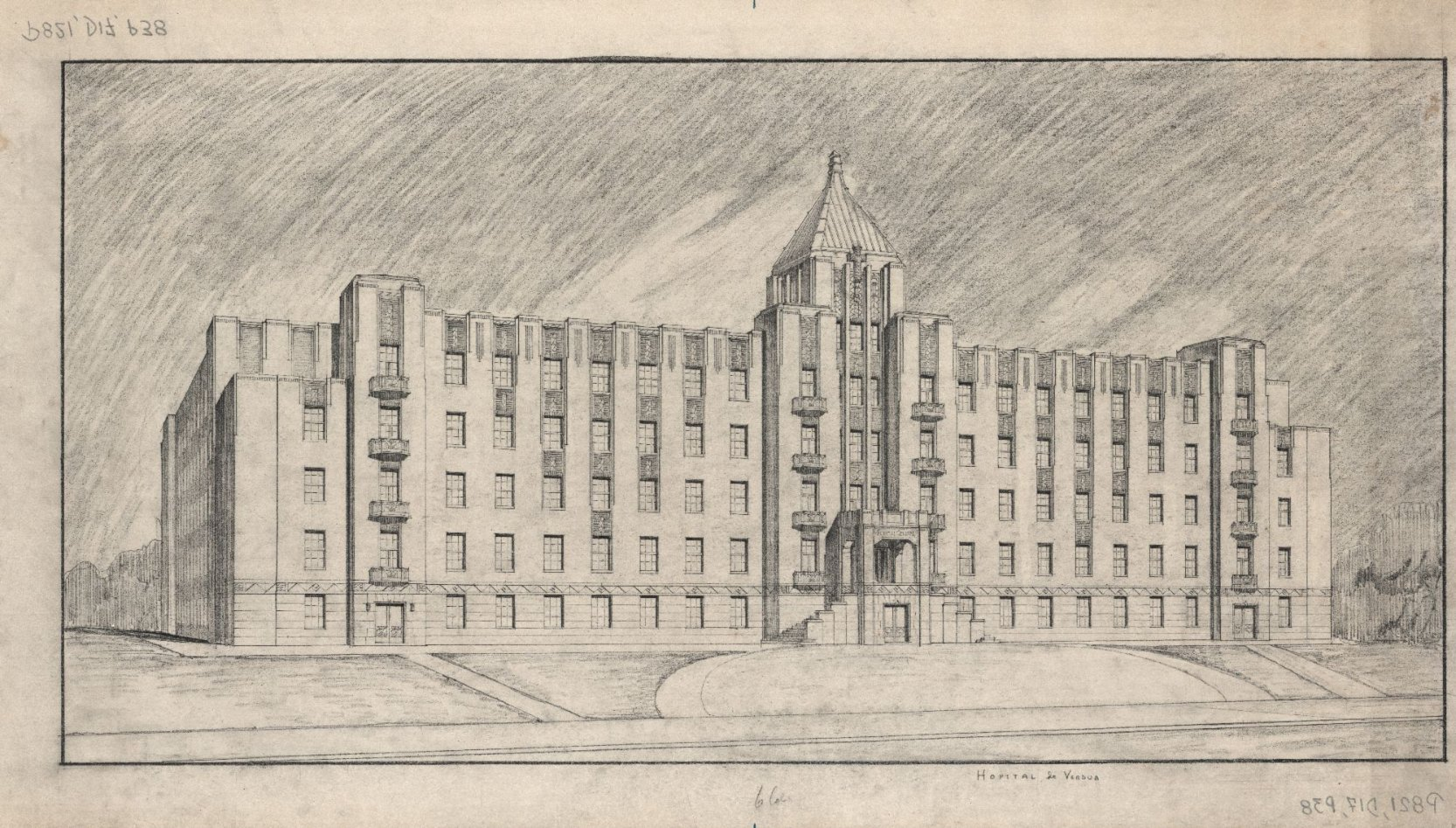
Plan de l'Hôpital général du Christ-Roi-de-Verdun par Alphonse Venne

C'est le curé de la paroisse de Notre-Dame-des-Sept-Douleurs Joseph-Arsène Richard, né dans une famille acadienne, qui fait pression sur le gouvernement pour la construction d'un nouvel hôpital à Verdun. Il s’engage, aux noms de ses paroissiens, à verser 100 000 $, par tranche de 10 000 $ par année, pour favoriser l’établissement de l’institution jusqu'en 1936.
Le gouvernement du Québec incorpore l'Hôpital du Christ-Roi de Verdun en 1928. En 1930, le gouvernement octroie 300 000$ pour commencer la construction de l'Hôpital.
C'est l'architecte Alphonse Venne, qui se spécialise dans la conception d'édifices pour le clergé et les communautés religieuses à Montréal, qui dessine les plans de l’hôpital inspiré du style Art déco. La construction est réalisée par l'entreprise Ulric Boileau et Cie.
L'Hôpital est complété en 1932 pour la somme de 538 000$. À l'époque, la ville de Verdun remet un financement annuel récurrent de 15 000$ pour le maintien d'une clinique pour les défavorisés.

### Sous la gestion des Sœurs de la Providence
Vers 1933, les effets de la Grande dépression mettent l'hôpital en difficultés financières. Le maire de Verdun, Hervé Ferland, offre un octroi de 150 000 $ à l'hôpital à condition que l'institution soit transférée aux Sœurs de la Providence de Montréal. L'hôpital compte 240 lits en 1939.
En 1946, l’école des infirmières ouvre ses portes à proximité de l’Hôpital avec ses cinq étages et plus de 200 lits.

### Un hôpital laïc et public à Verdun
Les Sœurs de la Providence concluent une entente pour la vente de l’hôpital au gouvernement du Québec en décembre 1973 pour la somme de 762 843$, moins la dette de 554 900$ des Sœurs envers le gouvernement. De nouvelles lettres patentes sont émises en décembre 1974; l'hôpital est désormais laïc et public.

## L’hôpital
L'Hôpital de Verdun compte aujourd'hui 244 lits et 1600 employés. En plus de la médecine générale, plusieurs services spécialisés y sont dispensés, entre autres la cardiologie, la pneumologie, la neurologie et la chirurgie générale et orthopédique.

### Directeurs généraux
- 1932-???? - Victor Bougie
- 1950-1972 - Dr Eugène Thibault
- 1982-1992 - David Levine